# Bor Mi Vanh Chark
Bor Mi Vanh Chark (internationaler englischsprachiger Titel The Long Walk) ist ein laotischer Science-Fiction-Thriller von Mattie Do, der am 4. September 2019 im Rahmen der Internationalen Filmfestspiele von Venedig seine Premiere feierte.

## Handlung
Ein alter laotischer Einsiedler entdeckt, dass der Geist eines Opfers eines Verkehrsunfalls ihn 50 Jahre in der Zeit zurückbringen kann, als seine geliebte Mutter starb.

## Produktion
Regie führte Mattie Do. Es handelt sich bei dem Science-Fiction-Film nach den Horrorfilmen Chanthaly und Nong Hak um den dritten Film der Regisseurin mit laotischen Wurzeln. Mit mehreren der beteiligten Darsteller arbeitete Do bereits für ihren letzten Film Nong Hak zusammen.
Der Film wurde am 4. September 2019 im Rahmen der Internationalen Filmfestspiele von Venedig in der Sektion Venice Days erstmals gezeigt. Ebenfalls im September 2019 wurde er beim Toronto International Film Festival im Rahmen der Sektion Contemporary World Cinema und beim Fantastic Fest in Austin vorgestellt. Im Oktober 2019 wird er beim Internationalen Filmfestival Warschau vorgestellt. Mitte September 2020 wurde er beim Internationalen Filmfest Oldenburg gezeigt. Im September 2022 steht er dort abermals im Programm.

## Rezeption

### Kritiken
Von den bei Rotten Tomatoes aufgeführten Kritiken sind 94 Prozent positiv.

### Auszeichnungen
Sitges Film Festival 2019
- Auszeichnung für die Beste Regie (Mattie Do)[8]